# Emanuele Pisano
Emanuele Pisano (Scordia, 7 aprile 1988) è un regista e sceneggiatore italiano.

## Biografia
Nato a Scordia nel 1988, si trasferisce nel 2007 a Roma e si laurea nel 2009 al DAMS presso l'Università Roma Tre.
Ha raggiunto la notorietà nel circuito dei cortometraggi nel 2009 con Rec Stop & Play, con cui tra i premi vinti si aggiudica come miglior corto il Taormina Film Fest. È regista di molti videoclip musicali realizzati per Ultimo, Briga, Mostro, Lowlow e Gianluca Grignani.
Dal 2014 lavora in qualità di regista televisivo alla realizzazione di diversi programmi per le reti nazionali Rai, Mediaset, Discovery. Nel 2018 dirige la seconda stagione della serie Sara e Marti per Disney e l'omonimo film Sara e Marti - Il film; a seguire nel 2019 dirige la terza stagione. Nel 2020 dirige l'edizione speciale di 5 episodi a tema COVID-19 della serie per ragazzi Jams #unitipiùchemai per Rai Gulp. Di Jams dirige la terza e la quarta stagione. Nel 2021 cura la regia di MTV Cribs Italia e di Young Stories per RaiPlay.
Produce e dirige il cortometraggio L'oro di famiglia, con il quale riceve la candidatura come miglior cortometraggio ai David di Donatello 2021. Il corto è vincitore del premio Rai Cinema Channel all'Ortigia Film Festival, selezionato dalla Federazione italiana cinema d'essai (FICE) per l'iniziativa "Cortometraggi che passione". Nello stesso anno è regista della serie I Fantastici - Fly2tokyo per RaiPlay, realizzato in occasione delle Paralimpiadi di Tokyo, con la partecipazione di Bebe Vio.
Nel 2022 è regista del documentario Calciopoli - Anatomia di un processo di History Channel e del lungometraggio Charlotte M. - Il film: Flamingo Party, prodotto da Notorious Pictures.

## Filmografia

### Cinema
- Il mio nome non è importante – cortometraggio (2010)
- Rec Stop & Play – cortometraggio (2011)
- Sara e Marti - Il film (2019)
- L'oro di famiglia – cortometraggio (2020)
- Charlotte M. - Il film: Flamingo Party (2022)

### Televisione
- Sara e Marti – serie TV (2018-2020)
- Jams – serie TV (2020-2022)
- I Fantastici - Fly2tokyo – miniserie TV, 11 puntate (2021)

### Videoclip
- Sei di mattina, Briga (2013)
- La mia Rihanna, Mostro (2014)
- Supereroi falliti, Lowlow & Mostro (2014)
- Esistendo, Briga (2015)
- Baciami, Briga (2016)
- Una strada in mezzo al cielo, Gianluca Grignani (2016)
- Madre, Gianluca Grignani (2016)
- Diazepam, Briga (2017)
- Ogni maledetto giorno, Mostro (2017)
- Chiave, Ultimo (2017)
- Ovunque tu sia, Ultimo (2017)
- Pianeti, Ultimo (2017)
- E fumo ancora, Mostro (2017)
- Il ballo delle incertezze, Ultimo (2017)
- Poesia senza veli, Ultimo (2018)
- Cascare nei tuoi occhi, Ultimo (2018)
- I tuoi particolari, Ultimo (2019)
- Fateme cantà, Ultimo (2019)
- Rondini al guinzaglio, Ultimo (2019)
- Ipocondria, Ultimo (2019)
- Quando fuori piove, Ultimo (2019)
- Tutto questo sei tu, Ultimo (2019)